# Krapinica
Krapinica är ett vattendrag i Kroatien.   Det ligger i länet Krapina-Zagorjes län, i den norra delen av landet, 23 km norr om huvudstaden Zagreb.